# Nautilida
Nautiles
Ordre
Les nautiles (Nautilida) constituent un ordre de mollusques céphalopodes.

## Espèces actuelles
On ne connaît actuellement plus qu'une seule famille de nautiles, avec deux genres totalisant 8 espèces, demeurés assez proches morphologiquement de leurs ancêtres du Paléozoïque. 
Selon World Register of Marine Species (7 avril 2014) :
- famille Nautilidae Blainville, 1825
  - genre Allonautilus (en) Ward & Saunders, 1997
  - genre Nautilus Linnaeus, 1758.

## Évolution du groupe
Ce groupe a connu un grand succès évolutif au Paléozoïque et au Mésozoïque, avec des milliers d'espèces recensées, dont certaines espèces fossiles non enroulées (orthocônes) de la famille des Endoceratidae pouvaient atteindre 6 mètres de long.
Ainsi, au sein de la super-famille des Nautiloidea, en plus de la famille survivante des Nautilidae Blainville, 1825, certaines classifications recensent :
| Selon BioLib (27 janvier 2018) : - famille Aipoceratidae Hyatt, 1883 † - famille Aturiidae Chapman, 1857 † - famille Eutrephoceratidae Hyatt, 1894 † - famille Grypoceratidae Hyatt, 1900 † - famille Hercoglossidae Spath, 1927 † - famille Koninckioceratidae Hyatt in Zittel, 1900 † - famille Liroceratidae Miller & Youngquist, 1949 † - famille Nautilidae Blainville, 1825 - famille Pseudonautilidae Shimanskiy & Erlanger, 1955 † - famille Rhipaeoceratidae Ruzhentsev & Shimanskiy, 1954 † - famille Tainoceratidae Hyatt, 1883 † - famille Tetragonoceratidae Flower, 1945 † | Selon Paleobiology Database (22 novembre 2016) : - † famille Aturiidae Chapman, 1857, - † famille Cenoceratidae Tintant & Kabamba, 1983, - † famille Cymatoceratidae Spath, 1927, - † famille Hercoglossidae Spath, 1927, - † famille Paracenoceratidae Spath, 1927, - † famille Pseudonautilidae Shimansky & Erlanger, 1955 . |

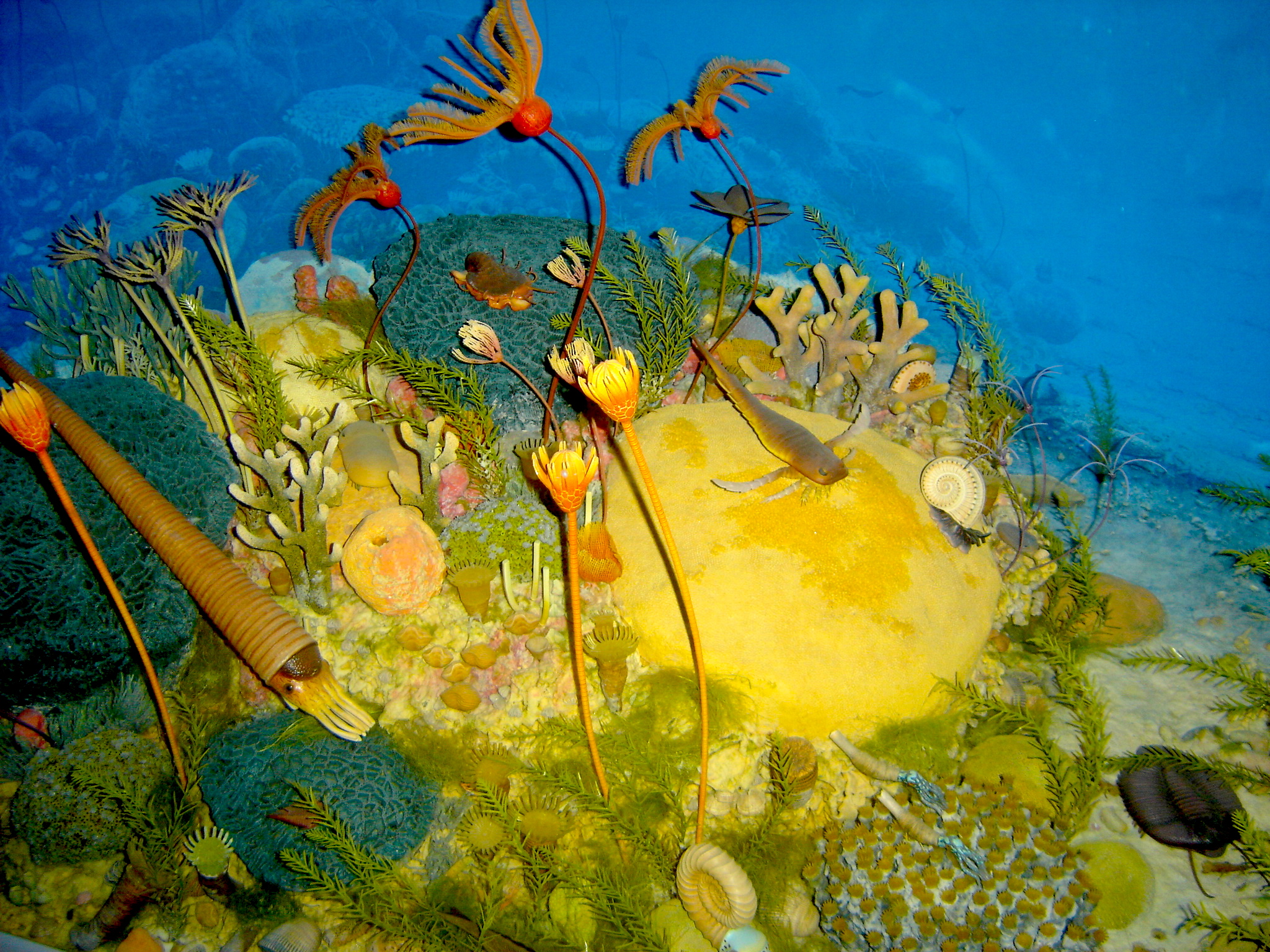
À gauche, un Nautiloidea à coquille droite reconstitué dans un diorama de la période Silurienne.

Dans la coquille des Nautiloidea, le siphon qui relie les logettes est en position axiale alors qu'il est apical, le long de la paroi, chez les ammonites, tous fossiles.